# Silvia Mas Depares
Silvia Mas Depares (Barcelona, 1996) és una esportista catalana que competeix en vela en la classe 470. Va ser campiona mundial l'any 2021 juntament amb Patricia Cantero.
Va guanyar dues medalles en el Campionat Mundial de 470, or el 2021 i plata el 2018.

## Trajectòria
Va començar a competir en vela lleugera a la classe Optimist, en la qual va guanyar el Campionat d'Espanya absolut en 2011, convertint-se en la quarta dona a aconseguir-ho. Curiosament, la seva mare, Silvia Ofereixis, havia estat la segona en obtenir-ho. Després, va passar a competir a la classe 420 amb Marta Davila Mateu de tripulant, i el 2014 va aconseguir la medalla d'or en el Campionat Mundial de Vela Juvenil disputat en Tavira.
A continuació, va canviar a la classe 470 i en 2016 va guanyar el Campionat Mundial juvenil (amb Paula Barceló) disputat durant la Setmana de Kiel, i la medalla de bronze en el Campionat Europeu juvenil. El 2017 va revalidar el títol juvenil, també amb Paula Barceló, en Enoshima.

## Palmarès internacional
| \| Campionat mundial de 470 \| Campionat mundial de 470 \| Campionat mundial de 470 \| Campionat mundial de 470 \| \| Año \| Lugar \| Medalla \| Clase \| \| ------------------------ \| ------------------------ \| ------------------------ \| ------------------------ \| \| 2018 \| Aarhus ( Dinamarca) \| 2 \| 470 \| \| 2021 \| Vilamoura ( Portugal) \| 1 \| 470 \| |                       |         |       |
| Campionat mundial de 470 |                       |         |       |
| Año | Lugar                 | Medalla | Clase |
| 2018 | Aarhus ( Dinamarca)   | 2       | 470   |
| 2021 | Vilamoura ( Portugal) | 1       | 470   |